# Последња станица
Последња станица (словен. Poslednja postaja) је југословенски и словеначки драмски филм снимљен 1971. године.

## Кратак садржај
Бивши револуционар је веровао да ће после рата бити све идеално. Зато се није истицао па су га време и живот прегазили. Његова биографија је у оквирима свакидашњице пре пораз него успех.

## Улоге
| Глумац          | Улога |
| --------------- | ----- |
| Марјан Бачко    |       |
| Полде Бибич     | Тоне  |
| Соња Блаж       |       |
| Ливио Богатец   |       |
| Драган Николић  |       |
| Лаци Цигој      |       |
| Теја Глажар     |       |
| Марија Горшич   |       |
| Ангела Јанко    |       |
| Кнез Јасна      |       |
| Павле Јершин    |       |
| Мила Качић      |       |
| Борис Кочевар   |       |
| Хермина Кочевар |       |
| Драгица Кокот   |       |
| Тоне Кунтнер    |       |
| Душан Мевља     |       |
| Волођа Пер      |       |
| Мајда Потокар   |       |
| Бреда Пугељ     |       |
| Јанез Рохачек   |       |
| Јоже Самец      |       |
| Арнолд Товорник | Франц |
| Матјаж Турк     |       |
| Берта Укмар     |       |
| Миро Вебер      |       |
| Богомир Верас   |       |
| Фрањо Вичар     |       |
| Јанез Врховец   |       |
| Јоже Зупан      |       |